# Borussia Dortmund II
Borussia Dortmund II es el equipo filial de Borussia Dortmund, en Alemania, y actualmente milita en la Regionalliga, la cuarta división del fútbol nacional.

## Historia
Fue fundado en el año 1957 en la ciudad de Dortmund y funciona como un equipo filial del Borussia Dortmund, por lo que no puede jugar en la 1. Bundesliga, pero sí puede jugar la Copa de Alemania y sus jugadores pueden integrar el primer equipo cuando sean necesarios.
En sus primeros años de vida estuvieron vagando por las divisiones aficionadas hasta que en los años 1970 lograron el ascenso a la Westfalenliga, primera división de Westfalia y segunda división nacional en aquellos años hasta que desciende tras tres temporadas en la liga.
En 1987 gana el ascenso a la Oberliga Westfalen, permaneciendo varios años en la liga donde finalizó en cuarto lugar en tres ocasiones y estuvo cerca del ascenso a la Regionalliga West/Südwest en 1994, aunque llegó a la final de la Copa Westfalia en 1991 donde pierde ante el Arminia Bielefeld, así como su primera participación en la Copa de Alemania en la temporada 1991/92 donde fue eliminado en la primera ronda 2-5 por el 1. FC Saarbrucken.
En 1999 logran el ascenso a la Regionalliga West por primera vez, donde descendió dos años después, pasando como un equipo yo-yo en los años 2000 entre la tercera y cuarta división en esos años. En 2009 logra el ascenso a la recién creada 3. Liga de la que descendió tras una temporada, aunque dos años después retorna a la tercera división nacional, donde jugó tres temporadas hasta descender al finalizar la temporada 2015/16.
Pasados cinco años después en la Regionalliga West, en la temporada 2020/2021 con 27 partidos ganados, 12 empates y 1 derrota, logran acabar como líderes de su grupo y por consiguiente el ascenso a la 3. Liga, logrando un total de 93 puntos para el equipo de Enrico Maaßen. 

## Estadio
El estadio en el que juega del Borussia Dortmund II como local es el Stadion Rote Erde ("Estadio Tierra roja", que cuenta con una capacidad de 25.000 espectadores (3.000 sentados). Además de ser el estadio en el que juega el filial del Borussia Dortmund, es también usado por gran cantidad de equipos de atletismo. El estadio fue construido entre 1924 y 1926 con un coste de 1,8 millones de marcos. El estadio fue inaugurado en 1926 con un partido que enfrentó al Ciudad de Dormund y al FC Wacker München. 

## Palmarés
| Torneos nacionales | Títulos           | Subcampeonatos |
| ------------------ | ----------------- | -------------- |
| Oberliga Westfalen | 1998, 2002 y 2006 |                |
| Regionalliga West  | 2009, 2012 y 2021 | 2017           |

## Temporadas
Estas son todas las temporadas disputadas:
| Temporada                                         | Liga                      | División | Posición |
| 2000/01                                           | Regionalliga West/Südwest | III      | 16°↓     |
| 2001/02                                           | Oberliga westfalen        | IV       | 1°↑      |
| 2002/03                                           | Regionaliga Nord          | III      | 5°       |
| 2003/04                                           | Regionaliga Nord          | III      | 10°      |
| 2004/05                                           | Regionaliga Nord          | III      | 16°↓     |
| 2005/06                                           | Oberliga westfalen        | IV       | 1°↑      |
| 2006/07                                           | Regionaliga Nord          | III      | 14°      |
| 2007/08                                           | Regionaliga Nord          | III      | 13°      |
| Expansión a tres divisiones (2008/12)             |                           |          |          |
| 2008/09                                           | Regionalliga West         | IV       | 1°↑      |
| 2009/10                                           | 3. Liga                   | III      | 18°↓     |
| 2010/11                                           | Regionalliga West         | IV       | 6°       |
| 2011/12                                           | Regionalliga West         | IV       | 1°↑      |
| Reestructuración a 5 ligas regionales (2012/Act.) |                           |          |          |
| 2012/13                                           | 3. Liga                   | III      | 16°      |
| 2013/14                                           | 3. Liga                   | III      | 14°      |
| 2014/15                                           | 3. Liga                   | III      | 18°↓     |
| 2015/16                                           | Regionalliga West         | IV       | 4°       |
| 2016/17                                           | Regionalliga West         | IV       | 2°       |
| 2017/18                                           | Regionalliga West         | IV       | 4°       |
| 2018/19                                           | Regionalliga West         | IV       | 5°       |
| 2019/20                                           | Regionalliga West         | IV       | 7°       |
| 2020/21                                           | Regionalliga West         | IV       | 1°↑      |
| 2021/22                                           | 3. Liga                   | III      | 9°       |
| 2022/23                                           | 3. Liga                   | III      | 13°      |
| 2023/24                                           | 3. Liga                   | III      | -        |

## Entrenadores
| Entrenador        | Período   |
| Lothar Huber      | 1988-1992 |
| Michael Henke     | 1992-1994 |
|                   | 1995-1998 |
| Theo Schneider    | 1998-1999 |
| Edwin Boekamp     | 1999-2001 |
| Horst Köppel      | 2001-2004 |
| Theo Schneider    | 2004-2010 |
| Hannes Wolf       | 2010-2011 |
| David Wagner      | 2011-2015 |
| Daniel Farke      | 2015-2017 |
| Jan Siewert       | 2017-2018 |
| Alen Terzic       | 2018-2019 |
| Mike Tullberg     | 2019-2020 |
| Enrico Maaßen     | 2020-2022 |
| Christian Preußer | 2022-2023 |
| Jan Zimmermann    | 2023-Act. |